# アレクサンドラ・ドゥルゲル
アレクサンドラ・ドゥルゲル（Alexandra Dulgheru, 1989年5月30日 - ）は、ルーマニア・ブカレスト出身の女子プロテニス選手。自己最高ランキングはシングルス26位、ダブルス41位。これまでにWTAツアーでシングルス2勝を挙げる（ダブルス優勝はない）。身長172cm、体重61kg。右利き、バックハンド・ストロークは両手打ち。

## 来歴
ドゥルゲルは4歳からテニスを始め、2005年にプロに転向した。4年間女子ツアー下部の大会に出場していた。
2009年のワルシャワ大会では、世界ランキング201位で予選から勝ち上がり、準決勝でダニエラ・ハンチュコバを 6-4, 6-7(2), 6-1 、決勝でアリョーナ・ボンダレンコを 7-6(3), 3-6, 6-0 で破りツアー初優勝を果たした。全米オープンで4大大会に初出場。1回戦でビクトリア・アザレンカに 1-6, 1-6, で敗れた。
2010年のワルシャワ大会では、決勝で鄭潔を 6-3, 6-4 で破り連覇。ツアー2勝目を挙げた。全仏オープンでは第31シードになり、1回戦でルーシー・ハラデツカを 7-6(1) , 4-6, 6-3 で破り4大大会の初勝利を挙げ、キャロライン・ウォズニアッキとの3回戦まで進出した。ウィンブルドンと全米オープンもシードを守り3回戦まで進出した。
2011年全豪オープンでは1回戦で森田あゆみに 4-6, 4-6 で敗れた。全米オープンでは1回戦でウィンブルドン優勝者の第5シードペトラ・クビトバを 7-6(3), 6-3 で破ったが、2回戦で同じルーマニアのモニカ・ニクレスクに 3-6, 0-6 で敗れた。
ドゥルゲルは2012年3月のBNPパリバ・オープン1回戦を途中棄権したのを最後に、膝の怪我のため公式戦出場から8カ月遠ざかっていた。2013年7月のボースタード大会ではフラビア・ペンネッタと組んだダブルスで準優勝した。

## WTAツアー決勝進出結果

### シングルス: 3回 (2勝1敗)
| 大会グレード                  |
| ----------------------------- |
| グランドスラム (0–0)          |
| WTAファイナルズ (0–0)         |
| プレミア・マンダトリー (0–0)  |
| プレミア5 (0-0)               |
| WTAエリート・トロフィー (0-0) |
| プレミア (2–0)                |
| インターナショナル (0–1)      |

| 結果   | No. | 決勝日        | 大会             | サーフェス | 対戦相手                     | スコア           |
| ------ | --- | ------------- | ---------------- | ---------- | ---------------------------- | ---------------- |
| 優勝   | 1.  | 2009年5月23日 | ワルシャワ       | クレー     | アリョーナ・ボンダレンコ     | 7–6(3), 3–6, 6–0 |
| 優勝   | 2.  | 2010年5月22日 | ワルシャワ       | クレー     | 鄭潔                         | 6–3, 6–4         |
| 準優勝 | 1.  | 2015年3月8日  | クアラルンプール | ハード     | キャロライン・ウォズニアッキ | 6–4, 2–6, 1–6    |

### ダブルス: 2回 (0勝2敗)
| 結果   | No. | 決勝日         | 大会         | サーフェス | パートナー             | 対戦相手                                        | スコア   |
| ------ | --- | -------------- | ------------ | ---------- | ---------------------- | ----------------------------------------------- | -------- |
| 準優勝 | 1.  | 2010年10月25日 | タシケント   | ハード     | マグダレナ・リバリコバ | アレクサンドラ・パノワ タチアナ・ポウチェク     | 3–6, 4–6 |
| 準優勝 | 2.  | 2013年7月21日  | ボースタード | クレー     | フラビア・ペンネッタ   | アナベル・メディナ・ガリゲス クララ・ザコパロバ | 1–6, 4–6 |

## 4大大会シングルス成績
略語の説明
| W | F | SF | QF | #R | RR | Q# | LQ | A | Z# | PO | G | S | B | NMS | P | NH |

W=優勝, F=準優勝, SF=ベスト4, QF=ベスト8, #R=#回戦敗退, RR=ラウンドロビン敗退, Q#=予選#回戦敗退, LQ=予選敗退, A=大会不参加, Z#=デビスカップ/BJKカップ地域ゾーン, PO=デビスカップ/BJKカッププレーオフ, G=オリンピック金メダル, S=オリンピック銀メダル, B=オリンピック銅メダル, NMS=マスターズシリーズから降格, P=開催延期, NH=開催なし.
| 大会           | 2009 | 2010 | 2011 | 2012 | 2013 | 2014 | 2015 | 2016 | 2017 | 2018 | 通算成績 |
| -------------- | ---- | ---- | ---- | ---- | ---- | ---- | ---- | ---- | ---- | ---- | -------- |
| 全豪オープン   | A    | 1R   | 1R   | 1R   | A    | LQ   | 1R   | 2R   | A    | LQ   | 1–5      |
| 全仏オープン   | A    | 3R   | 2R   | A    | A    | LQ   | 2R   | 1R   | LQ   | 2R   | 5–5      |
| ウィンブルドン | A    | 3R   | 2R   | A    | A    | LQ   | 1R   | A    | A    | 2R   | 4–4      |
| 全米オープン   | 1R   | 3R   | 2R   | A    | 2R   | 2R   | 1R   | A    | A    | LQ   | 5–6      |